# Felice Mancini
Felice Mancini (Roma, 10 giugno 1965) è un allenatore di calcio ed ex calciatore italiano, di ruolo centrocampista.

## Carriera
Nella stagione 1988-1989 ha giocato 11 partite in Serie A con la maglia del Pescara.

## Palmarès

### Giocatore

#### Competizioni nazionali
- Serie B: 1

Pescara: 1986-1987